# Georg Ericson
Georg Ericson (Norrköping, 18 dicembre 1919 – Örebro, 4 gennaio 2002) è stato un allenatore di calcio e calciatore svedese.
È il padre di Håkan Ericson, allenatore della Nazionale svedese Under-21 campione d'Europa nel 2015.

## Carriera
Dopo aver allenato il Norrköping dal 1958 al 1966, ha guidato la Nazionale svedese ai Mondiali 1974 ed ai Mondiali 1978.

## Palmarès

### Allenatore

#### Competizioni nazionali
- Campionato svedese: 3

IFK Norrköping: 1960, 1962, 1963